# عملیات گربه شنوا
عملیات گربه شنوا پروژه جاسوسی‌ای بود که سازمان اطلاعات مرکزی آمریکا، سی‌آی‌ای برای جاسوسی از سفارت شوروی در دهه ۱۹۶۰ طراحی کرد که در آن از گربه‌ها برای جاسوسی استفاده می‌شد. در این روش، به گربه میکروفون و باتری را وصل می‌کردند و در دم گربه نیز آنتنی برای مخابره اطلاعات کار می‌گذاشتند؛ با این کار می‌شد صداهای اطراف محلی که گربه حضور داشت را دریافت کرد. البته بخاطر حس گرسنگی‌ گربه و برای رفع آن نیز می‌بایست عملیاتی جدا طراحی می‌شد. گفته می‌شود هزینه جراحی‌ها و آموزش این پروژه چیزی حدود ۲۵ میلیون دلار شد.
قرار بود برای اولین بار از این پروژه برای جاسوسی از دو مرد اهل سفارت شوروی که در پارکی در واشینگتن نشسته بودند و در حال گفتگو با هم بودند استفاده شود. به همین جهت گربه را رها کردند ولی تقریباً در همان لحظه، گربه با یک تاکسی تصادف می‌کند و کشته می‌شود.
طبق گفتهٔ یکی از مسئولین وقت سی‌آی‌اِی، به دلیل سخت بودن آموزش رفتارهای خاص مدنظر سی‌آی‌ای به گربه‌ها، پروژه متوقف شد. چندی بعد آن را کاملاً شکست‌خورده تعریف و نهایتاً در سال ۱۹۶۷ به شکل کامل لغو کردند.